# Renzo Alverà
Renzo Alverà (Cortina d'Ampezzo, 17 gennaio 1933 – Cortina d'Ampezzo, 17 marzo 2005) è stato un bobbista italiano, compagno di equipaggio del rosso volante Eugenio Monti,.
Alverà fu uno dei numerosi talenti ampezzani che si formarono sulla pista di bob di Cortina nel primo dopoguerra. Iniziò a gareggiare nel 1953.

## Palmarès

### Olimpiadi
Nel 1956, alle Giochi Olimpici di Cortina, sulla pista “di casa” vinse due medaglie d'argento nel bob a due (con Eugenio Monti) e nel bob a quattro (con Eugenio Monti, Ulrico Girardi e Renato Mocellini).

### Mondiali
Nel 1957 vinse in coppia con Eugenio Monti la medaglia d'oro ai mondiali di bob di St. Moritz, in Svizzera, nel bob a due. Si confermarono campioni del mondo per le quattro rassegne iridate successive, fino al 1960, edizione in cui vinsero anche una medaglia di bronzo come membri del bob a quattro italiano.
Nel 1960 nel 1961 Alverà vince il campionato del mondo anche nel bob a quattro.

### Campionati italiani
Alverà fu tre volte campione d'Italia nel bob a due dal 1958 al 1960, mentre nel bob a quattro vinse tre medaglie d'oro e una di bronzo tra il 1954 e il 1960.

## Ritiro
Si ritirò dalle competizioni dopo la vittoria dei Mondiali del 1961 all'età di 28 anni.